# Pío Salvans Corominas
Pío Salvans Corominas F.S.C. (Santa María de la Guardia, 2 de enero de 1878-Mollerusa, 3 de septiembre de 1936) fue un sacerdote lasaliano español, de ascendencia catalana, asesinado durante la Guerra Civil Española. Es venerado como mártir por la Iglesia Católica.
Fue beatificado el 13 de octubre de 2013, en Tarragona, España, por el papa Francisco y se le honra como beato el 3 de septiembre.

## Biografía
Pío nació en Santa María de la Guardia, Barcelona, el 2 de enero de 1878. Sus padres fueron José Salvans y Romina Corominas.

### Carrera eclesiástica
Pío estudió en el seminario de Solsona, en Lérida, y fue ordenado sacerdote en 1902, cuando tenía 22 años.
Fue elegido en 1927 capellán de los hermanos de La Salle.

### Asesinato
La noche del 3 de septiembre de 1936, un grupo de hombres armados ingresó a su lugar de descanso, lo interrogaron y tras verificar su identidad, lo sacaron a la calle y lo fusilaron a las puertas de un cementerio cercano. Tenía 58 años y estaba vestido con su sotana, lo cual solicitó antes de ser sacado de su habitación.
Se afirma que una vez afirmó, cuando se enteró del asesinato de un amigo sacerdote suyoː

"Me dejaría cortar un dedo de la mano si me aseguraran una muerte como la suya"
Pío Salvans Corominas, 1934

Su cadáver fue incinerado.